# Salzwedeler Kleinbahnen

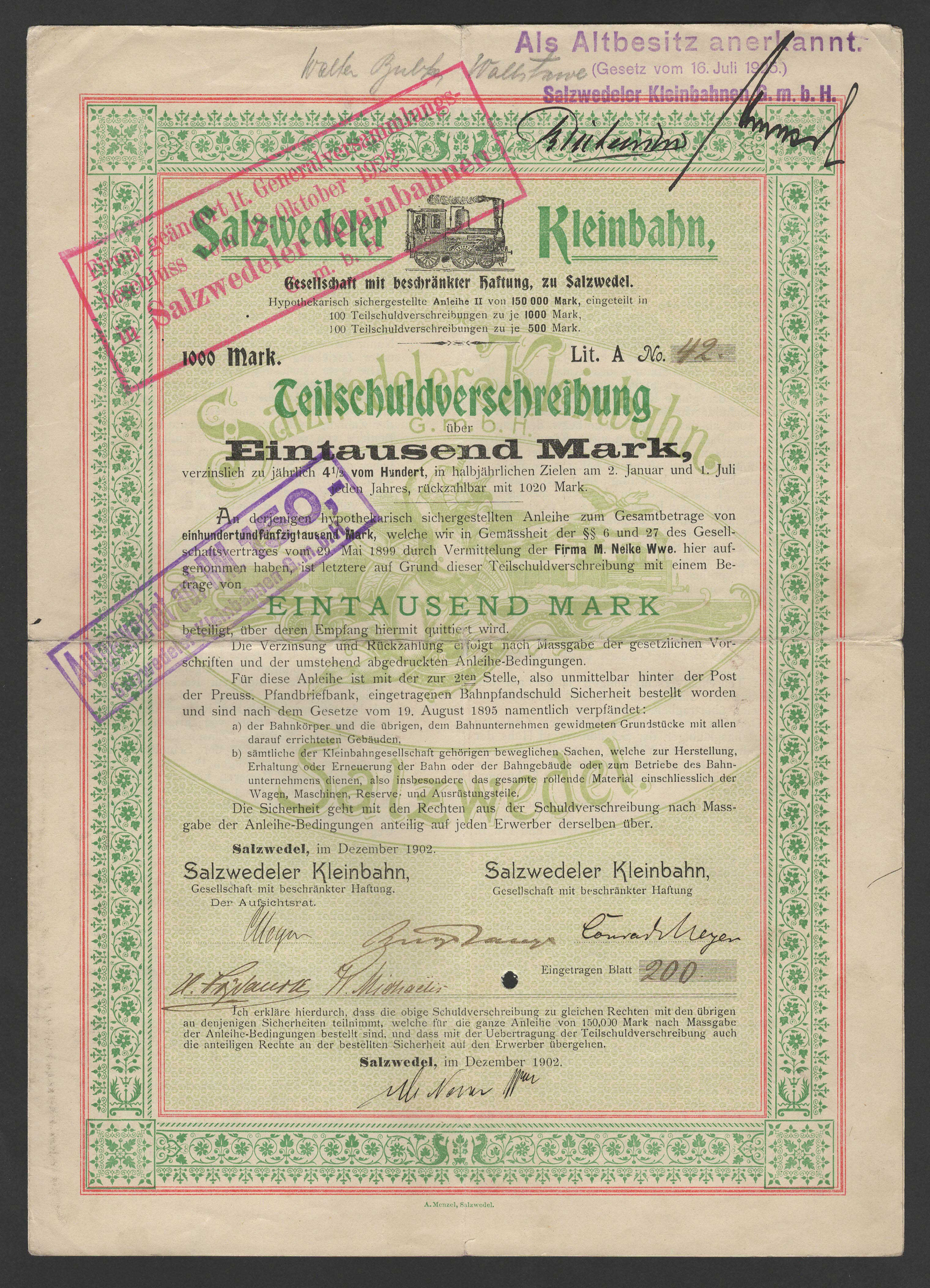
Teilschuldverschreibung über 1000 Mark der Salzwedeler Kleinbahn GmbH vom Dezember 1902

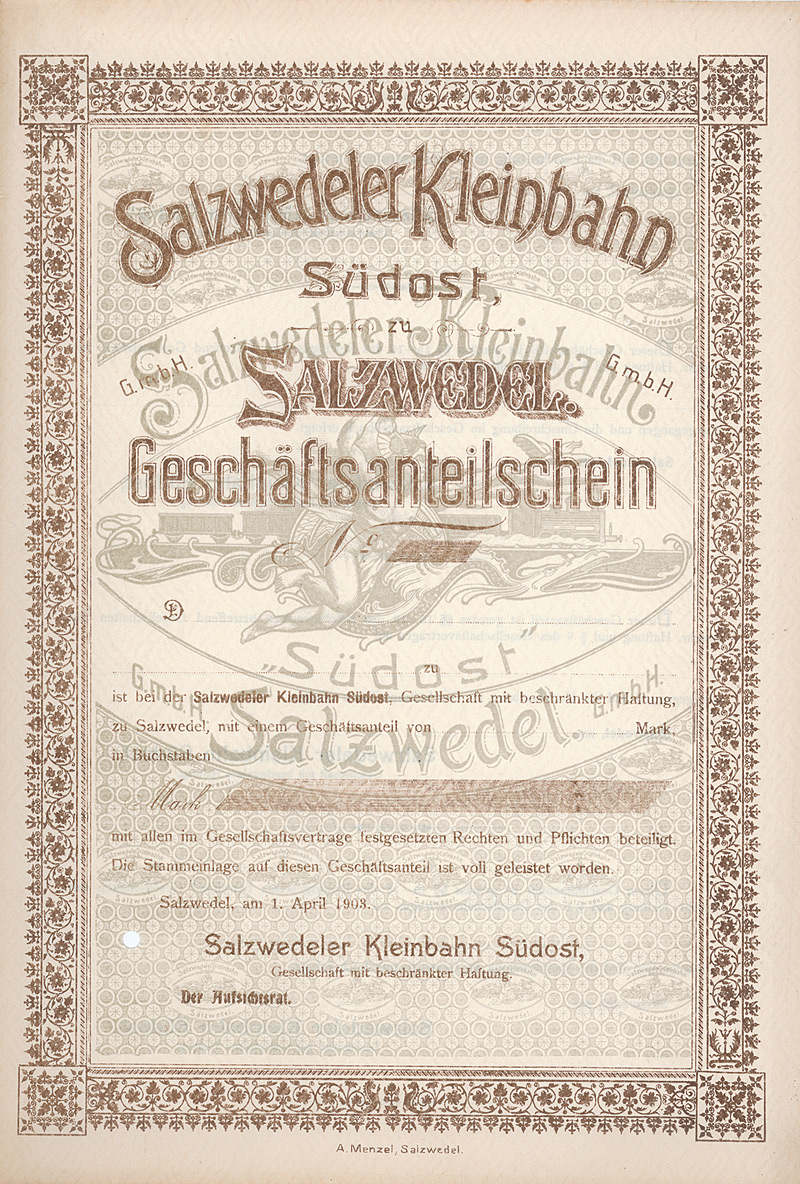
Blankette eines Geschäftsanteilscheins der Salzwedeler Kleinbahn Südost GmbH vom 1. April 1903

Die Salzwedeler Kleinbahnen GmbH war ein Eisenbahnunternehmen im Nordwesten des heutigen Sachsen-Anhalt. Es firmierte seit dem Jahre 1942/43 als Salzwedeler Eisenbahn GmbH. Die Gesellschaft war am 24. November 1921  durch die Fusion zweier Bahnunternehmungen entstanden, nämlich der am 29. Mai 1899 gegründeten Salzwedeler Kleinbahn GmbH und der am 29. Mai 1901 gegründeten Salzwedeler Kleinbahn-Gesellschaft Südost GmbH. An beiden hatte sich die Provinz Sachsen neben privaten Anlegern beteiligt.

## Schmalspurbetrieb
Die Aufgabe beider Kleinbahnen war es, den ländlichen Raum der Altmark südlich der Kreisstadt Salzwedel durch Schmalspurbahnen zu erschließen. Gemeinsamer Ausgangspunkt war der Bahnhof Salzwedel-Neustadt im Nordosten der Stadt gegenüber dem Staatsbahnhof. Von hier verlief die Diesdorfer Strecke nach Süden am rechten Ufer der Jeetze, die sie nach dem Haltepunkt am Altperver Tor ebenso wie die 1889 erbaute Staatsbahn nach Oebisfelde überschritt, um nach Westen parallel zum Fluss Salzwedeler Dumme zu führen, wo sie am 24. Oktober 1900 Wallstawe, am 3. Dezember 1900 Dülseberg (später umbenannt in Höddelsen-Reddigau) und – nach Abbiegen in südlicher Richtung schließlich am 15. Oktober 1901 nach 30 Kilometern den Endpunkt Diesdorf erreichte. Von hier führten normalspurige Strecken der Kleinbahn AG Bismark–Gardelegen–Beetzendorf–Diesdorf ab 1903 nach Beetzendorf und ab 1909 nach Wittingen in der Provinz Hannover weiter.
Bald nach der ersten Strecke war ab dem 5. Dezember 1901 auch die der Südost-GmbH vom Altperver Tor bis Mahlsdorf in Betrieb, die am 24. Dezember 1901 bis Büssen und am 1. September 1902 bis Winterfeld weiterführte. Hier verkehrte schon seit 1899 auf der Strecke Kalbe–Beetzendorf die Kleinbahn AG Bismark–Gardelegen–Beetzendorf (wie sie ursprünglich hieß – siehe Bahnstrecke Salzwedel–Badel).
Regelmäßiger Lieferant der Salzwedeler Kleinbahn war schon vor 1908 die Hannoversche Bahnindustrie.
Angesichts der schwierigen wirtschaftlichen Lage in Deutschland nach dem Ersten Weltkrieg bemühte man sich, die Leistungsfähigkeit der Salzwedeler Schmalspurbahnen zu steigern. Zu diesem Zweck wurden beide Gesellschaften 1921 vereinigt und nannten sich nun Salzwedeler Kleinbahnen GmbH. Deren Betriebsführung übernahm zwei Jahre später (wie bei zahlreichen anderen Kleinbahnen in der Provinz) die Kleinbahnabteilung des Provinzialverbandes Sachsen in Merseburg.

## Regelspurbetrieb
Ein weiterer Schritt zur Erhöhung der Wirtschaftlichkeit sollte die Umstellung beider Strecken auf Regelspur sein. Ab dem 2. Oktober 1926 wurde die Südost-Bahn normalspurig befahren, wobei die Teilstrecke Jeggeleben–Winterfeld aufgegeben und durch die neue Streckenführung nach Badel ersetzt wurde. Nun konnte man auch durchgehende Züge von Salzwedel nach Kalbe an der Milde einsetzen.
Entsprechend den meisten anderen Kleinbahnen der Provinz Sachsen änderte man 1943 auch hier die Bezeichnung Kleinbahn in Eisenbahn um. Nach der Teilung Deutschlands wurde die Gesellschaft 1946 mit einer Streckenlänge von 55 Kilometern unter Zwangsverwaltung gestellt und Ende des Jahres den Sächsischen Provinzbahnen GmbH übergeben. Über die staatliche Vereinigung Volkseigener Betriebe (VVB) kamen die beiden Strecken am 1. April 1949 zur Deutschen Reichsbahn.

## Fahrzeuge
| Nr.      | Nr. ab 1940 | DR-Nummer        | Bauart    | Hersteller, Baujahr | Bemerkungen                                                                  |
| -------- | ----------- | ---------------- | --------- | ------------------- | ---------------------------------------------------------------------------- |
| 1 und 3  |             |                  | B n2t     | Hanomag 1900, 1901  | 1000 mm Spur                                                                 |
| 2 und 4  |             |                  | C n2t     | Hanomag 1900, 1901  | 1000 mm Spur                                                                 |
| 5        |             | 99 5611          | C n2t     | Henschel 1903       | 1000 mm Spur                                                                 |
| 6        |             |                  | C n2t     | Hanomag 1903        | 1000 mm Spur, 1904 von Kleinbahn Stendal–Arneburg (Nr. 2)                    |
| 7        |             |                  | B n2t     | Henschel 1907       | Normalspur; 1924 von Kleinbahn Stendal–Arendsee, 1935 an Elektrowerke Berlin |
| 8        | 252         | 89 6406          | C n2t     | Linke-Hofmann 1924  | Normalspur, Typ Magnet, Provinzialverband Sachsen Nr. 252                    |
| 9 und 10 | 301 und 302 | 91 6483, 91 6486 | C h2t     | Henschel 1927, 1929 | Normalspur, ELNA 5H, Provinzialverband Sachsen Nr. 301 und 302               |
| 11       | 299         | 89 6403          | C n2vt    | Hanomag 1908        | Normalspur; 1936 von Glaser&Pflaum                                           |
|          | 403         | 75 6684          | 1’C1’ h2t | Henschel 1940       | Normalspur, ELNA 7, Provinzialverband Sachsen Nr. 403                        |
| 1 und 2  | 92 und 93   | VT 137 518–519   | (1A)(A1)  | DWK 1926, 1927      | Normalspur, Triebwagen                                                       |
| 3        |             |                  | 1A dm     | Dessau 1937         | Normalspur, Triebwagen; 1939 an Delitzscher Kleinbahn verkauft               |
| T 40     | 91          | VT 137 514       | (1A)(A1)  | DWK 1924            | Normalspur, Triebwagen; 1939 von Delitzscher Kleinbahn gekauft               |

## Überlieferung
Die Überlieferung der Salzwedeler Kleinbahnen GmbH befindet sich in der Abteilung Dessau des Landesarchivs Sachsen-Anhalt. 